# Gradec (Zagreb)

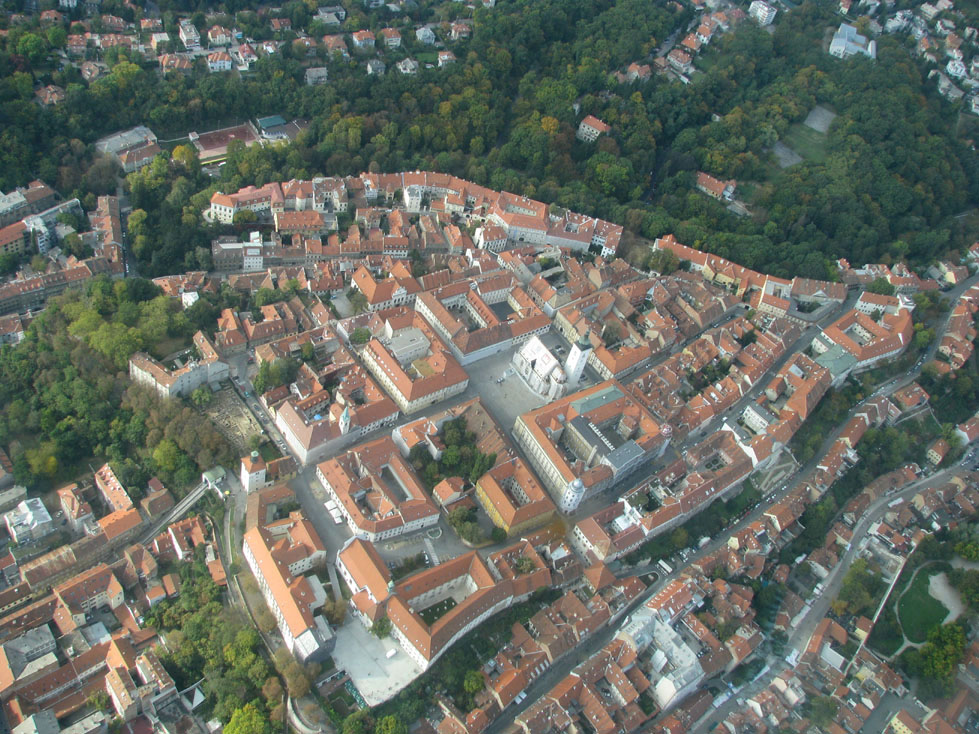
Gradec.

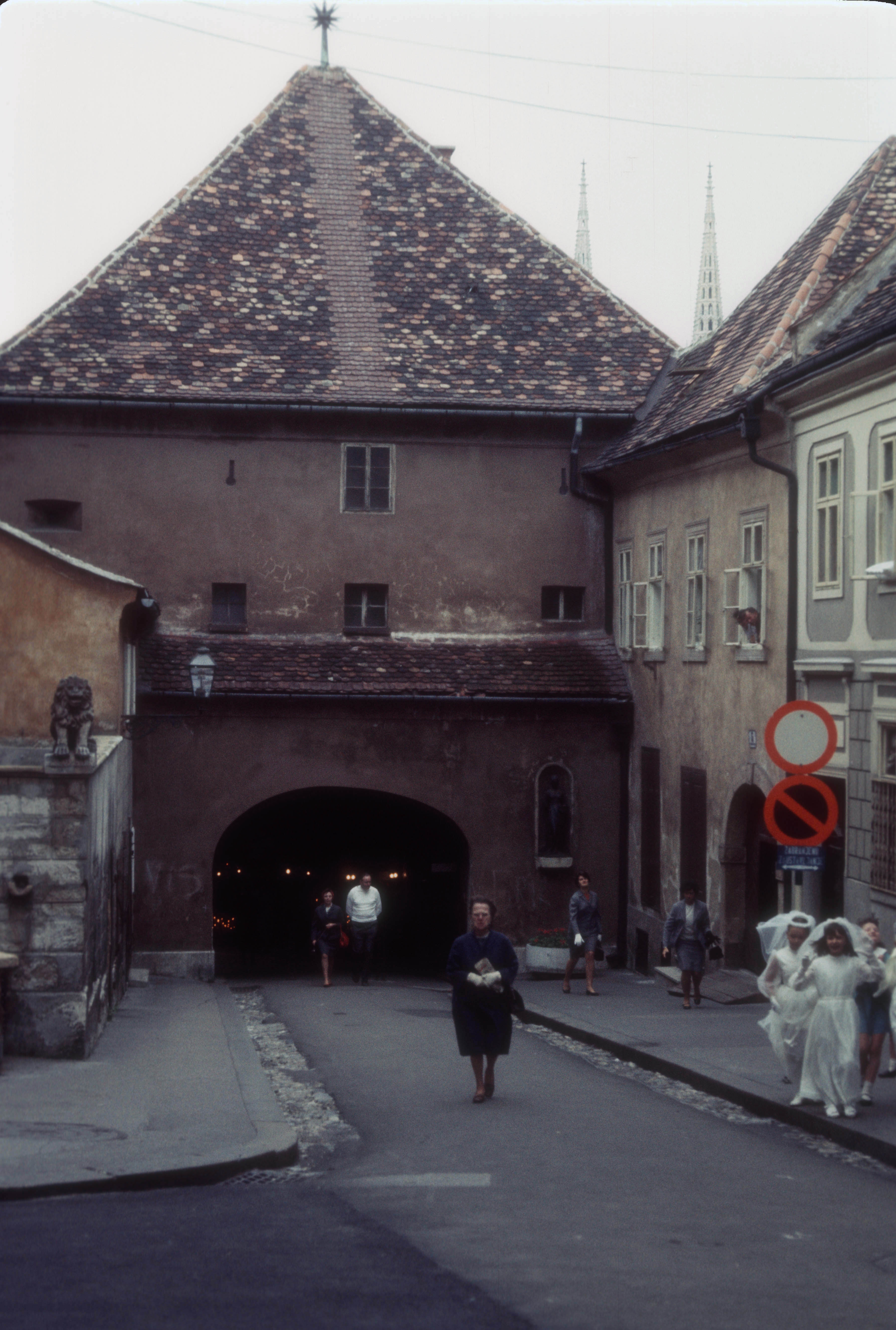
La Puerta de Piedra.

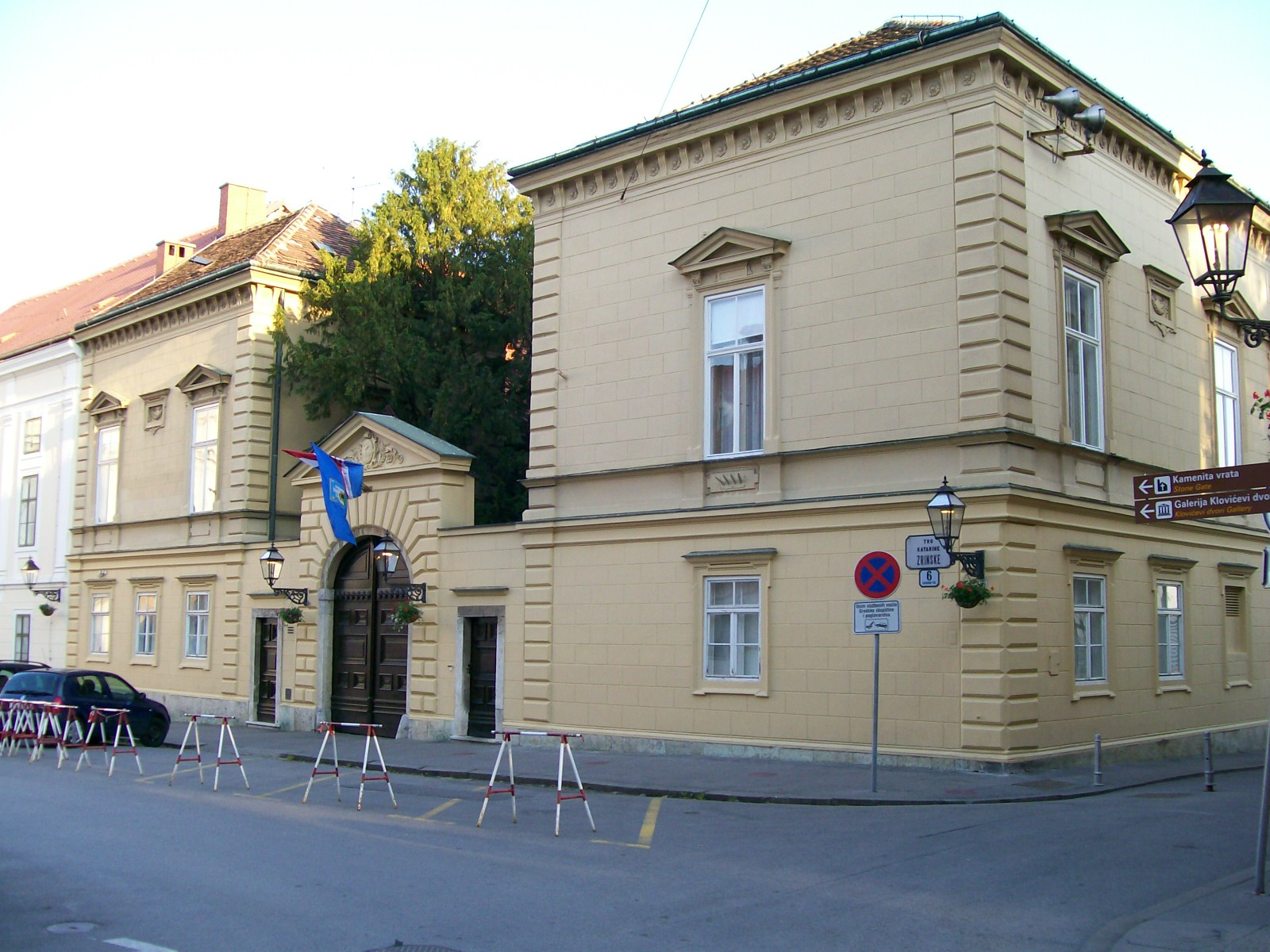
Dverce.

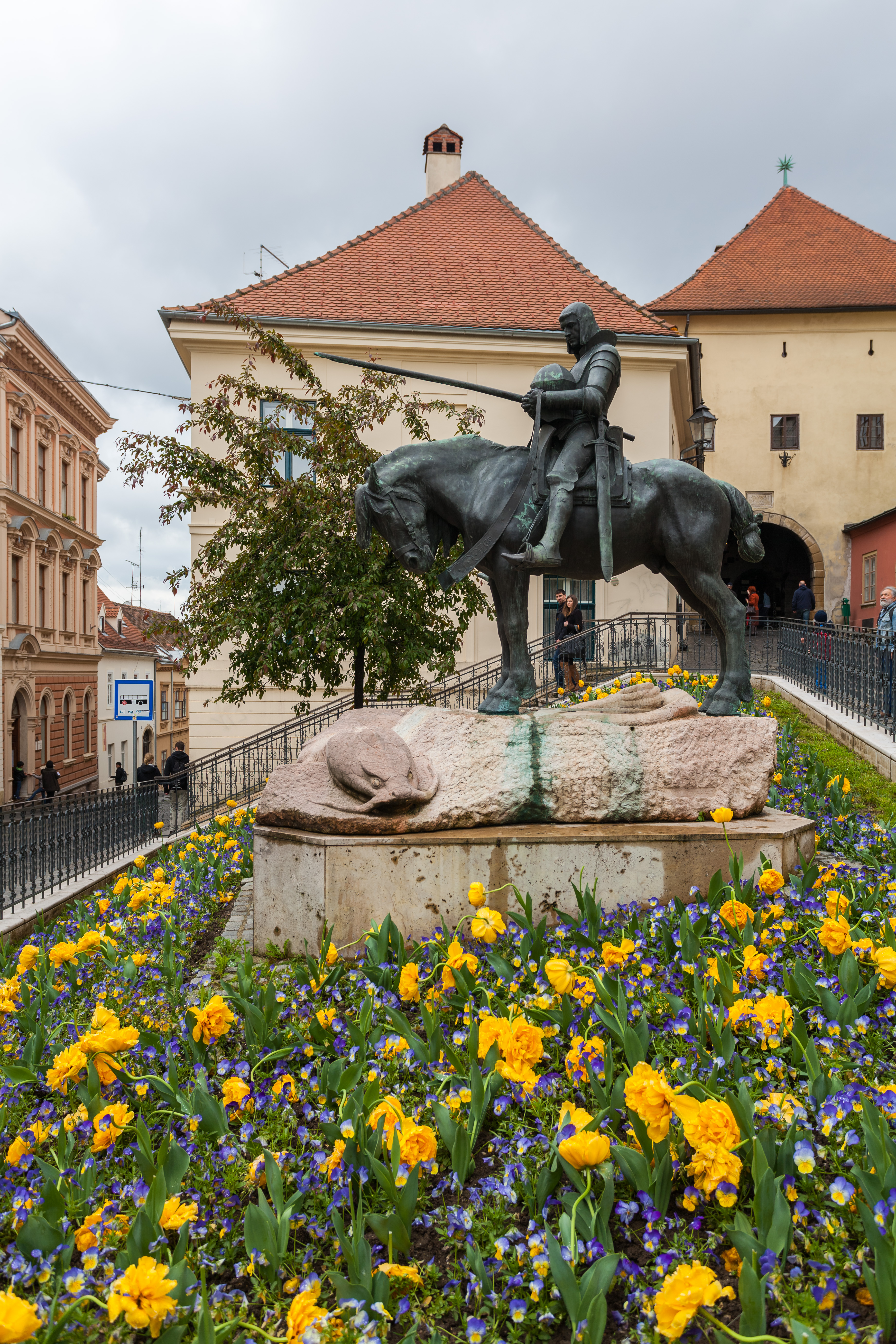
Estatua de San Jorge mató al Dragón.

Gradec o Grič (en húngaro: Gréc, en latín: Mons Graecensis prope Zagrabiam) es un barrio de Zagreb, Croacia, que junto con Kaptol constituye el núcleo medieval de la ciudad. Se sitúa en la colina de Gornji Grad.

## Historia
El Rey Béla IV otorgó una cédula real a Gradec en 1242. La cédula real, también llamada Bula de oro, fue un documento muy importante por el que se declaró a Gradec "una ciudad real libre en Gradec, la colina de Zagreb". Esta cédula hizo a Gradec un señorío feudal de responsabilidad directa del rey. Los ciudadanos tenían diferentes derechos; entre otros tenían derecho a elegir su propio magistrado de la ciudad (en croata: gradski sudac) que hacía el papel de alcalde. También tenían derecho a gestionar sus propios asuntos.
Los ciudadanos participaron en la construcción de murallas y torres defensivas alrededor de su asentamiento, por temor a una nueva invasión mongol. Completaron este sistema defensivo entre 1242 y 1261. Se puede suponer acertadamente que con la construcción de estas murallas defensivas a mediados del siglo XIII, Gradec adquirió su apariencia exterior, que se puede ver claramente en la actualidad. Las murallas encerraban el asentamiento con la forma de un triángulo, cuyo vértice se situaba cerca de la torre llamada Popov toranj y su base en el muro sur (en la actualidad Strossmayer Promenade) y la torre Lotrščak, lo que se podría explicar con la forma de la colina. En algunos lugares, torres rectangulares y semicirculares fortificaban las murallas.
Había cuatro puertas principales en la muralla: la puerta oeste en la Calle Mesnička, la nueva puerta del norte, conocida posteriormente como puerta de la Calle Opatička, Dverce en el sur y Kamenita vrata (en español: Puerta de Piedra) en el este. Kamenita vrata es la única puerta que se conserva en la actualidad.

## Gornji Grad en la actualidad
Gornji Grad es una unidad de gobierno local, con una población de  3432 habitantes.
Sin duda, el punto central de Gornji Grad es la plaza alrededor de Iglesia de San Marcos que se llama Plaza de San Marcos. La Iglesia de San Marcos es la iglesia parroquial del Antiguo Zagreb. Cuando se desarrollaron los gremios en Gradec en el siglo XV, y posteriormente en el XVII, los miembros de las sociedades de artesanos, incluidos maestros, oficiales y aprendices, se reunían frecuentemente en la Iglesia de San Marcos.
Al otro lado de la plaza, en la esquina de la Calle Basaričekova, se sitúa la oficina de la parroquia de San Marcos. Este edificio fue construido en el siglo XVI, aunque fue renovado en el siglo XVIII y se le añadió una extensión en el XIX. En el oeste de la Plaza de San Marcos, se construyó a comienzos del siglo XIX la mansión llamada Banski dvori, antigua residencia del gobernador civil de Croacia (en croata: Ban), y se puede clasificar como uno de los monumentos históricos de Zagreb. Banski dvori, junto con la mansión barroca junto a ella, es la sede del Gobierno de Croacia. Desde 1734, el Parlamento de Croacia ha ocupado el lado este de la Plaza de San Marcos.
Gornji Grad fue cerrado al tráfico rodado recientemente, excepto para los residentes, haciéndola una zona peatonal.

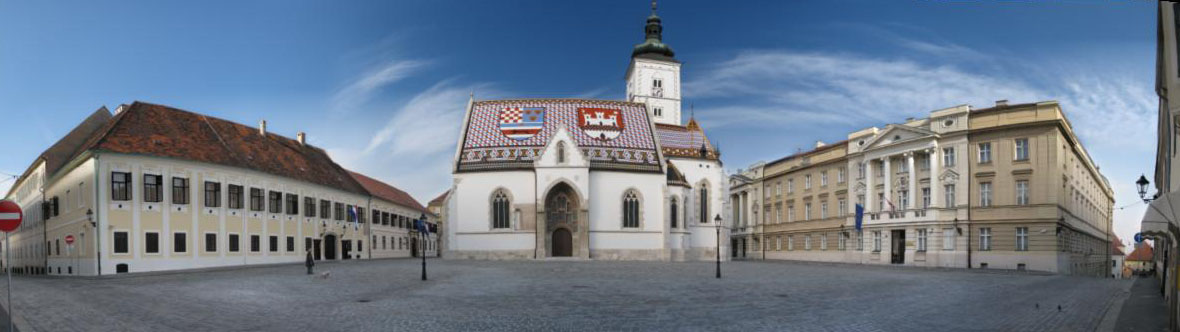
Plaza de San Marcos.